# Война Времени
Война́ Вре́мени (официально имеет название Последняя Великая война Времени) — это вооружённый конфликт между далеками вместе со своими союзниками и Повелителями времени со своими союзниками во вселенной британского научно-фантастического сериала «Доктор Кто», упоминавшийся несколько раз с момента возобновления сериала в 2005 году. Война шла в правление основателя общества Повелителей времени Рассилона, согласно хронологии сериала — между событиями фильма 1996 года и появлением Девятого Доктора в возрождённом сериале в 2005 году. Она привела к уничтожению обеих сторон и нескольких втянутых в неё народов. Доктор называет её «Последней Великой войной», что говорит о существовании других, но неизвестных войн во времени.
На протяжении четырёх сезонов возобновлённого сериала о Войне шли упоминания, но никогда не рассказывалось прямо. В серии «Конец времени» поясняется, что уничтожителем обеих рас является Доктор, однако ещё в серии «Расхождение путей» на это намекал Император далеков.
Как оказалось, в Войне участвовало воплощение Доктора между Восьмым и Девятым — Военный Доктор, но Война закончилась, когда тринадцать регенераций Доктора переместили Галлифрей в карманную Вселенную, а далеки, окружавшие и обстреливавшие планету, были уничтожены собственным перекрёстным огнём.

## Последняя Великая война Времени

### История
Впервые о войне Времени было упомянуто в серии «Роза». Девятый Доктор объясняет Розе Тайлер, что Сознание Нестин вторглось на Землю, так как его [Сознания Нестин] планета была разрушена в войне. В конце серии он признаётся, что и его родная планета, и его народ также были уничтожены.
В следующей серии («Конец света») Джейб (Леса Чима) удивлена существованием Доктора, так как знает, что все Повелители времени погибли.
Гельты становятся врагами Доктора в серии «Беспокойные мертвецы». Они просят дать им тела людей, так как свои гельты потеряли. Одна из них говорит, что «была война, неизвестная для низших рас, но разрушительная для высших».
Доктор говорит выжившему далеку («Далек»), что он уничтожил 10 миллионов их кораблей, но Повелители времени сгорели вместе с ними. Рассел Т. Дейвис дал интервью команде «Конфиденциально», в котором сказал, что причина Войны лежит в серии «Происхождение далеков» (1975), где Повелители времени посылают Доктора предотвратить создание далеков Давросом или сделать их менее агрессивными.
Когда далеки хотели открыть ковчег генезиса («Судный день») и спрашивали про остальных, Доктор сказал им, что был при падении Аркадии и выжил благодаря сражениям на передовой.
Мастер сказал Доктору, что Повелители времени воскресили его как хорошего бойца («Барабанная дробь»/«Последний Повелитель времени»), но он сбежал. Однако, судя по событиям серии «Конец времени», Мастера воскресили для высвобождения Повелителей времени из временной ловушки Доктора.
В серии «Бездна Сатаны» Зверь называет Доктора убийцей собственного народа. В серии «Барабанная дробь» Доктор подтверждает это, сказав, что он сам закончил Войну, оставив далеков, Повелителей времени и Галлифрей гореть.
Генерал Стал говорил Раттигану в серии «План сонтаранцев» о том, что Доктор командовал сражением в Войне Времени — лучшей войне, а им не дали в ней участвовать.
В серии «Украденная Земля» Доктор удивлён встрече с Давросом, так как сам видел, как его корабль в первый год Войны у врат Элизиума улетел в пасть Дитя Кошмара. Давроса спас далек Каан, пролетевший сквозь ловушку времени и лишившийся рассудка. В этой же серии члены Протокола Теней называли Повелителей времени частью легенд, мифов и слухов «высших рас».
Во время возвращения Галлифрея («Конец времени») Доктор сказал Мастеру, что если ловушка времени будет сломана, то вернутся также Вырожденные Скаро, Орда Травести, Дитя Кошмара, Король Мог-бы-Быть с его армией Тем-Временем и Никогда-не-Бывавших и другие. Это означает, что в Войне участвовали не только Повелители времени и далеки, но и другие существа. Однако Рассилон заявил, что примет так называемую Последнюю санкцию — уничтожит пространство и время, разрушит все ограничения и превратит Повелителей времени в «нематериальных богов».
В этой же серии от лица Повелителей времени подтверждается, что именно Доктор с помощью Момента заканчивает войну и закрывает ловушку. Финальная же битва в Войне Времени состоялась примерно в 1806 году. Далеки побеждали в этой войне и могли бы стать новыми повелителями времени. И чтобы предотвратить такой вариант развития событий, Военный Доктор уничтожает и Галлифрей, и весь флот далеков, заперев их в ловушке времени. Таким образом, Доктор является победителем.
Позже, в серии, приуроченной к 50-летию сериала, выясняется, что Доктор, вместо того чтобы уничтожить Галлифрей, объединился с другими своими воплощениями и спрятал планету в карманную Вселенную, а далеки убили друг друга в перекрёстном огне.

### Последствия
Если никто не может войти или выйти из ловушки, то все её участники заперты во времени и никто во Вселенной не должен знать об её участниках. В ходе сериала неоднократно упоминалось о «вымерших» Повелителях времени или далеках, но в то же время некоторые называли их выдумками. Доктор же говорил Розе, что время находится в постоянном движении, может в корне изменяться моментально, создавая парадоксы (например, он предсказывал Гарриет Джонс три срока на посту премьер-министра, а далек, просканировав интернет в 2012 году, не нашёл ничего про события серии «Судный день»). Таким образом, любое изменение времени порождает парадоксы.
Хотя Доктор считает, что нельзя вернуться и каким-то образом вмешаться в Войну, Мастер использует ТАРДИС как машину парадоксов, позволяя далёким потомкам человечества вторгнуться в наше время и неограниченно убивать всех людей, среди которых были и их предки. С другой стороны, Доктор говорит Билли Шиптону, что изменение его судьбы в прошлом разрушит две трети Вселенной («Не моргай»). Частичное тому подтверждение можно найти в альтернативной Вселенной Донны («Поверни налево»), где Доктор, не встретив её, не успевает регенерировать и гибнет.
Для создателей сериала Война Времени может служить хорошим оправданием противоречий сюжета. Стивен Моффат заявил, что у сериала, в котором возможны путешествия во времени и параллельные Вселенные, просто не может быть сюжетных противоречий — можно просто сказать, что Доктор или Война изменили время.

### Выжившие
Хотя Доктор первоначально полагает, что никто более не выжил, в серии «Расхождение путей» он встречает уцелевшего Императора далеков, вырастившего новых подданных из человеческих трупов. В серии «Судный день» Доктор встречается с четырьмя далеками из Культа Скаро, члены которого стоят выше Императора и наделены качествами, не свойственными далекам, в целях восстановления расы в случае её гибели. Они, сбежав в корабле Пустоты, пережили конец Войны Времени. Вместе с собой они принесли ковчег генезиса — тюрьму, полную миллионами далеков. Побеждённые Доктором члены Культа Скаро, чтобы избежать повторного попадания в Пустоту, используют аварийный телепорт в разлом времени и попадают в 1930 год на Манхэттен («Далеки на Манхэттене»/«Эволюция далеков»). Там в живых остаётся только далек Каан, который также убегает от Доктора и попадает на Войну Времени, где спасает Давроса. Доктор говорит, что не чувствует более никого из Повелителей времени. Неожиданно Лицо Бо открывает ему свою тайну: «Ты не один» (англ. «You are not alone»; в русском переводе, где первые буквы соответствуют имени профессора Яна (англ. Professor Yana), — «Явится надежда архиодинокому»; серия «Пробка»). Мастер пережил Войну, сбежав в конец Вселенной и превратив себя в человека (в профессора Яна). Таким образом, возможно, выжил и кто-то ещё. Статус Врага и Фракции Парадокс неизвестен, возможно, были уничтожены.
В спецвыпуске «День Доктора» выясняется, что Галлифрей и раса Повелителей времени также избежали уничтожения; объединёнными усилиями всех воплощений Доктора Галлифрей был в последнюю секунду «выдернут» из истории и помещён в замкнутую карманную Вселенную. Флот далеков, окружавший планету сферическим построением и интенсивно её бомбардировавший, не успел отреагировать и был уничтожен своими же собственными выстрелами. Таким образом, ход истории не был в целом нарушен — Галлифрей и далеки исчезли из Вселенной, — но раса Повелителей времени уцелела, в дальнейшем она вернулась обратно во Вселенную.